# Ерік V (король Данії)
Ерік V Кліппінг (1259 — 22 листопада 1286) — король Данії у 1259–1286 роках. Його прізвисько значить «обрізана монета».

## Життєпис
Походив з династії Естрідсенів. Син Хрістофера I, короля Данії. Після вбивства батька у 1259 році став королем. Втім реальну владу було передано його матері Маргереті Самбірській, що стала регентшею. Того часу тривала війна з Яримаром II Рюгенським та Еріком Абельсоном. Останній завдав поразки королівській армії та захопив Сконе та Борнхольм, а згодом взяв в облогу Копенгаген. Втім, того ж року Яримара II було вбито, а регентша разом Еріком V перемогли в Ютландії Вальдемара, герцога Шлезвігу. Проте 28 липня 1261 року данці зазнали поразки при Лохеді від об'єднаних військ Шлезвігу та Гольштейна, в результаті чого Ерік V потрапив у полон. Спочатку разом з матір'ю перебував у Гамбурзі. У 1262 році завдяки Альбрехтові Брауншвезькому регентщу було звільнено, а Ерік залишався в полоні до 1264 року.
Після повернення до країни Еріка було короновано. Проте мати залишалася регентшею до 1266 року. Після цього він спрямував свої зусилля на зміцнення влади всередині королівства. У 1272 році помер Ерік, герцог Шлезвігу. Ерік V взяв опіку над дітьми померлого, а у 1274 році за наказом короля було вбито архієпископа Якоба Ерландсена, впливового ворога Еріка.
Після цього влада Гліппінга значно зміцнилася. Це дало змогу розпочати активну зовнішню політику. Він втрутився в протистояння у Швеції, де в 1275 році допоміг Магнусу III здолати Вальдемара I.

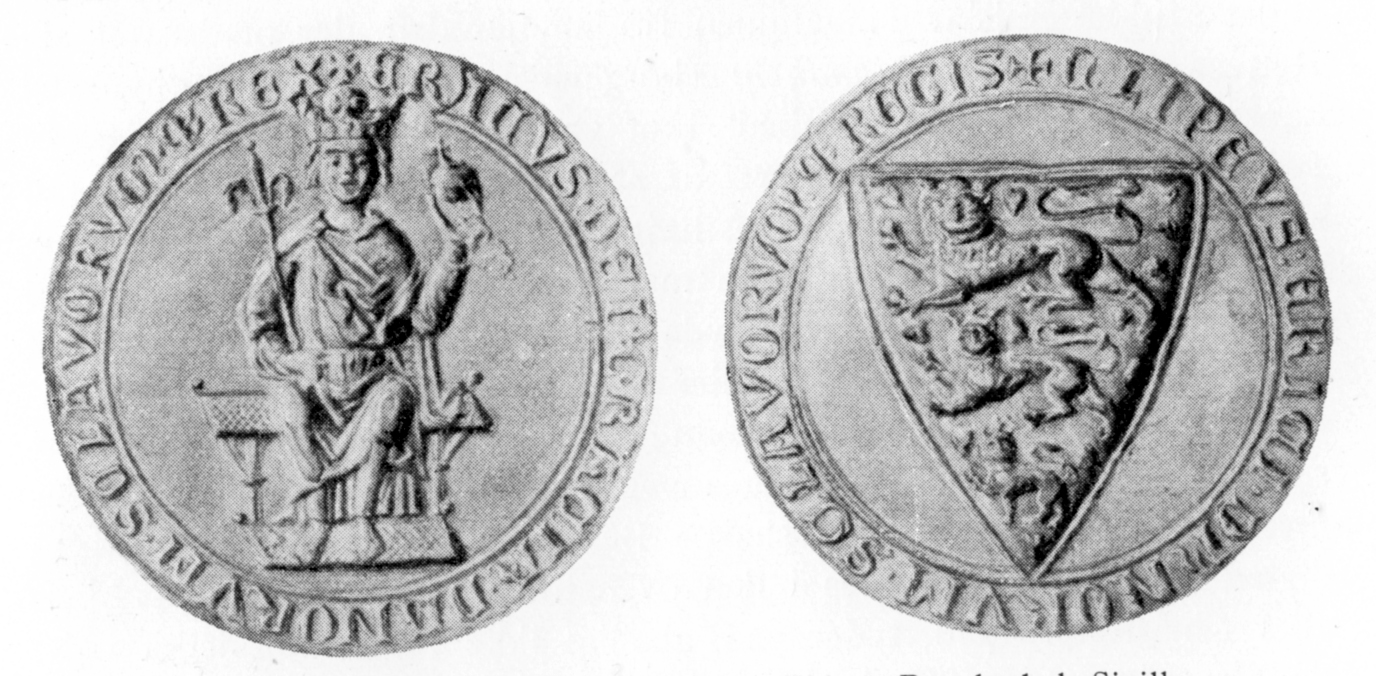
Печатка Еріка V

Однак військові походи викликали спустошення скарбниці. Внаслідок цього король почав обрізати монети, щоб зекономити витрати срібла на карбування. За це й отримав своє прізвисько. Водночас піклувався щодо покращення торгівлі. Для цього уклав союз з Любеком, Вісбю, герцогами Мекленбургу та Померанії щодо безпеки плавання Балтійським морем.
Іншим засобом покращення економічного стану король обрав обмеження привілеїв шляхти та магнатів, проте зазнав невдачі. Зрештою у 1282 році Ерік V вимушений був погодитися проводити щорічні зустрічі зі знаттю (данегоф). Тоді ж підписав Хартію вільностей, якою зобов'язувався консультуватися зі шляхтою щодо всіх важливих питань внутрішньої та зовнішньої політики.
У 1282 році розпочався конфлікт з Вальдемаром, герцогом Шлезвігу. Час опіки короля над ним скінчився, й Вальдемар висунув претензії щодо розширення своїх володінь. Втім до 1285 року Еріку V вдалося придушити спротив. Проте короля було вбито у селі Фіндеруп 22 листопада 1286 року.

## Родина
Дружина — Агнес (1257—1304), донька Іогана I, маркграфа Бранденбурзького.
Діти:
- Ерік (1274—1319)
- Хрістофер (1276—1332)
- Маргарет (1277—1341), дружина Біргера I, короля Швеції
- Вальдемар (д/н—1304)
- Рикса (д/н—1308)
- Катарина (1278—1283)
- Елізабет (1280—1283)